# Centrum Tradycji Tkackich w Prudniku
Centrum Tradycji Tkackich w Prudniku – placówka muzealno-edukacyjna w Prudniku, poświęcona upamiętnieniu tradycji włókienniczych Prudnika i okolic. Stanowi oddział Muzeum Ziemi Prudnickiej.
W placówce odbywają się warsztaty tkackie, lekcje muzealne, prezentowana jest ekspozycja na temat dawnych Zakładów Przemysłu Bawełnianego „Frotex” i ich przedwojennych właścicieli: m.in. pokój Samuela Fränkla, gabinet Maxa Pinkusa oraz wystawy czasowe.

## Historia
Po likwidacji ZPB „Frotex” w Prudniku, miejscowe muzeum pozyskało kolekcję liczącą ok. 1500 eksponatów. Centrum Tradycji Tkackich zostało oddane do użytku w styczniu 2010 w starej kamienicy przy ul. Królowej Jadwigi 23. Adaptacja obiektu kosztowała ponad 1,1 mln zł. Gmina Prudnik pozyskała 85% dofinansowania z Unijnego Funduszu Współpracy Transgranicznej Czechy-Polska. Partnerem w projekcie było pobliskie miasto Karniów w Czechach, które również posiada tradycje włókiennicze.
W 2016 Centrum Tradycji Tkackich odwiedziło 2917 osób, w 2017 – 3531 osób, w 2018 – 4551 osób (50% wszystkich odwiedzających oddziały Muzeum Ziemi Prudnickiej w tym roku), w 2020 – 713 osób (spadek z powodu pandemii COVID-19), a w 2021 – 870 osób.